# Frank Dietrich (Fußballspieler)
Frank Dietrich (* 2. Dezember 1959 in West-Berlin) ist ein ehemaliger deutscher Fußballspieler. Er spielte vorwiegend als Mittelstürmer.
Dietrich bestritt in den 1980er Jahren insgesamt 50 Spiele in der 2. Bundesliga für den VfL Osnabrück, Tennis Borussia Berlin und Hertha BSC. In der Saison 1986/87 spielte er zudem ein Jahr in der Schweiz für Martigny-Sports in der zweitklassigen Nationalliga B.